# Каян Тауър
Каян Тауър (на английски: Infinity Tower) е небостъргач, намиращ се в Дубай, ОАЕ. Със своите 80 етажа и 330 m височина, той е най-високата сграда с 90-градусово усукване, построявана някога. Строежът е започнат през февруари 2006 г., а година по-късно претърпява инцидент, след като една стена се срутва и цялата строителна площадка е наводнена. Работата е подновена през юли 2008 г.
Усукването е идентично с това на небостъргачът Търнинг Торсо в Малмьо, Швеция. Всеки етаж е завъртян с 1.2 градуса, като по този начин се постига пълно 90-градусово усукване и сградата придобива формата на винтова линия.
Инфинити Тауър предлага жилищни апартаменти, конферентни зали, тенис кортове, басейни, фитнес зала, спа и др.

## Наводнението
Строежът на сградата е спрян за година и половина, след като на 7 февруари 2007 г. подпорната стена, която го отделя от Дубай Марина се пропуква и строителната площадка е наводнена. Снимки показващи наводнението: